# Mario Acuña Cisternas
Mario Alberto Acuña Cisternas (Villarrica, 26 de septiembre de 1951) es un ingeniero agrónomo y político chileno del Partido Demócrata Cristiano (PDC).

## Biografía
Nació en Villarrica, el 26 de septiembre de 1951.
Se casó con Ingrid Prambs y tienen dos hijos.
Finalizados sus estudios secundarios, ingresó a la Universidad Austral de Chile donde cursó la carrera de Ingeniero Agrónomo, titulándose en el año 1978.
Sus actividades políticas se iniciaron al ser elegido secretario general del Centro de Alumnos de su colegio; en la Universidad se destacó como dirigente de la Federación de Estudiantes y delegado estudiantil ante la Comisión de Reforma Universitaria de Valdivia.
Durante su época de universitario, se incorporó al Partido Demócrata Cristiano y fue presidente universitario de su partido; más tarde, asumió como primer vicepresidente comunal del partido por Villarrica, y como delegado de los profesionales y técnicos del Partido, a la Concertación de Partidos por la Democracia.
En 1989 fue elegido diputado por el Distrito N.°52, que comprende Cunco, Loncoche, Toltén, Pucón, Villarrica, Gorbea y Curarrehue, correspondiente a la IX Región de La Araucanía, período 1990 a 1994; integró las Comisiones Permanentes de Agricultura, Desarrollo Rural y Marítimo; la de Salud; la de Recursos Naturales, Bienes Nacionales y Medio Ambiente, que presidió. Miembro la Comisión Especial sobre Legislación Relativa a Pueblos Indígenas; Especial sobre el funcionamiento de los Servicios de Inteligencia bajo el Gobierno del Presidente Patricio Aylwin; Especial Investigadora sobre la Comercialización de Medicamentos y Productos Farmacéuticos y Especial para Analizar las Proyecciones Futuras: económicas, sociales y culturales en la región de Aysén y la provincia de Palena. Participó en la Comisión Investigadora sobre el destino de los Bienes del Congreso.
En 1993 fue reelegido diputado, por el mismo Distrito, período 1994 a 1998; continuó integrando las Comisiones Permanentes de Agricultura y la de Recursos Naturales, Bienes Nacionales y Medio Ambiente. Se incorporó a la Comisión Especial de Régimen Jurídico de Aguas, de la que fue su presidente, y a la Comisión Investigadora del Caso de las Uvas Envenenadas.
En 1997 fue nuevamente elegido diputado, por el Distrito mencionado, período 1998 a 2002; integró la Comisión Permanente de Agricultura, Silvicultura y Pesca, y la de Recursos Naturales, Bienes Nacionales y Medio Ambiente. El 11 de marzo de 1999 fue designado primer vicepresidente de la Cámara de Diputados hasta el 23 de marzo de 2000.
En las elecciones parlamentarias de 2001 perdió su escaño. Intentó recuperarlo en las elecciones de 2005, sin éxito.
Socio del Rotary Club de Villarrica, del que ha sido presidente; en él ha desempeñado una importante labor social.

## Historia electoral

### Elecciones parlamentarias de 1989
- Elecciones parlamentarias de 1989, a diputado por el Distrito 52 (Cunco, Curarrehue, Gorbea, Loncoche, Pucón, Toltén y Villarrica)[1]

### Elecciones parlamentarias de 1993
- Elecciones parlamentarias de 1993, a diputado por el Distrito 52 (Cunco, Curarrehue, Gorbea, Loncoche, Pucón, Toltén y Villarrica)[2]

### Elecciones parlamentarias de 1997
- Elecciones parlamentarias de 1997, a diputado por el Distrito 52 (Cunco, Curarrehue, Gorbea, Loncoche, Pucón, Toltén y Villarrica)[3]

### Elecciones parlamentarias de 2001
- Elecciones parlamentarias de 2001, a diputado por el Distrito 52 (Cunco, Curarrehue, Gorbea, Loncoche, Pucón, Toltén y Villarrica)[4]

### Elecciones parlamentarias de 2005
- Elecciones parlamentarias de 2005, a diputado por el Distrito 52 (Cunco, Curarrehue, Gorbea, Loncoche, Pucón, Toltén y Villarrica)[5]